# TV Nova São Carlos
A TV Nova São Carlos é uma emissora de televisão brasileira do município paulista de São Carlos. Opera no canal 23 da Claro TV, atuando como emissora independente.

## Histórico
A TV Nova São Carlos está em atividade desde 24 de setembro de 2006. É parte do grupo Em Cena e é um canal local e independente, com programação rotativa 24 horas. Em 2008, abriu sua programação para produtos televisivos de outras cidades da região. Alguns de seus programas (Em Cena Com Amaro Júnior, Logo Ali, Momento Sesc e Dica Legal) faziam parte, antes da inauguração da TV Nova, da TV Comunitária, Canal 7 da NET.

## Programas produzidos pela TV Nova
- Momento Sesc
- Logo Ali
- Dica Legal
- Em Cena com Amaro Jr
- Supernova
- TVeículos
- Letras e Sons
- Era Uma Vez
- Na Tribo Na TV
- São Carlos Em Cena

## Programas independentes
- APP TV
- Elos
- Programa Fisioforma
- A Receita do Sucesso
- Cultura Mix
- Click Social

Observação: A TV Nova exibe ainda programas da grade do SescTV e documentários da série de Tecnologia da Petrobrás, além de programas independentes esporádicos e curtas-metragem.